# José Suárez Molina
José Suárez Molina (12 de Agosto, Ciudad de México) es un clavecinista y organista mexicano. En la 48.a edición del Festival Internacional Cervantino recibió la presea “Eugenio Trueba Olivares” por su trayectoria y su trabajo como uno de los pilares de este festival.

## Biografía
Estudió durante dos años en la Escuela Nacional de Música de la UNAM. En 1968 comenzó sus estudios en el Conservatorio de Música de Santa Cecilia en Roma, Italia, con los maestros Fernando Germani y Domenico Bartolucci. En 1975 recibió el Diploma en Órgano y composición.
Ha ofrecido recitales en diferentes ciudades de México, Europa y Estados Unidos con un repertorio que va desde el siglo XVI hasta obras contemporáneas, tanto como solista como parte de los grupos de los que ha formado parte como: la Camerata Instrumental de México, Capella Cervantina, Solistas de México, Compañía Musical de las Américas, Cuarteto Biber, Camerata Aguascalientes, Grupo di Roma, Capella Guanajuatensis, Capella Puebla y Conjunto de Cámara de Ciudad de México.
Durante treinta y dos años, fue maestro en el Conservatorio Nacional de Música de la Ciudad de México, donde impartió las cátedras de armonía, contrapunto, bajo cifrado, formas musicales, piano y órgano.Entre sus alumnos más distinguidos se cuentan el flautista Horacio Franco y el compositor Javier Torres Maldonado. 
Desde 2010 se integró en el proyecto del rescate sonoro La Flauta de Cristal de Claude Laurent 1835, "la única flauta de cristal que se conserva en perfectas condiciones". Este proyecto incluye la grabación de un disco y una gira de conciertos por las principales ciudades de México y España.

## Discografía
- 2010, Órgano de la Catedral de Oaxaca con Horacio Franco.[8]
- 2011, Del atelier del relojero al estudio del pintor : música para traverso barroco, flauta de cristal y clavecín con Cuahtémoc Trejo y Nadia Ortega Petterson.[9]
- 2016, Retratos, Música Francesa del Siglo XVIII. Vol. 1 con Capella Guanajuatensis.[10]